# Casa Natal de Armando Palacio Valdés
La casa-museo y Centro de Interpretación Armando Palacio Valdés (fundada como Casa natal de Armando Palacio Valdés, el 23 de abril de 2003 en Laviana, Asturias) es un museo y centro de interpretación en la casa natal del famoso novelista. El centro se encuentra en una casona rural datada en el siglo XVIII ubicada en Entralgo en el concejo Asturiano de Laviana donde nació y creció el escritor. La casa se compone por dos plantas, en la planta baja se encuentra la recepción y las salas dedicadas a la investigación y análisis además de la realización de varios talleres. En la planta superior se ubica el museo, separado en 5 plantas cada una con sus respectivas temáticas como exposición permanente.

## Reseña biográfica
Armando Palacio Valdés nació en Laviana el 4 de octubre de 1853 y tras su muerte la casa fue pasando por varias generaciones de familiares del escritor hasta quedar abandonada, en el año 1984 el ayuntamiento de Laviana comenzó los trámites con los herederos de la casona hasta acabar por comprarla y pasó a ser posesión del Ayuntamiento. La casa se sometió a una reforma sin cambiar la apariencia general tradicional del local. En 2003 fue inaugurada como Casa-museo y Centro de Interpretación de Armando Palacio Valdés. 

## Museo
El museo muestra años de análisis de las novelas de Armando Palacio Valdés centrándose principalmente en "La aldea perdida" la cual está inspirada en el entorno en el que nació y creció. También se nos muestra la repentina urbanización de Laviana con la llegada de la minería.  
El museo se divide en 5 salas cada una de ellas con un nombre dedicado a la novela que se inspira en Laviana. Las salas:
El Hombre, esta sala se centra en el autor, en su juventud en el concejo, su vida, su hogar y el entorno rural en el que crece y en el que inspira sus novelas. 
La obra literaria, en esta sala podemos oír al propio autor leer algunos de los fragmentos de su obra con su propia voz además de profundizar más en su estilo y en sus obras literarias.
Nolo y Demetria, con el nombre de los protagonistas de "La aldea perdida" esta sala nos pone en el contexto de la vida rural y nos permite escuchar sonidos de la naturaleza mientras paseas por ella. Nos muestra la vida rural cotidiana de los campesinos y el autor nos describe el paisaje, la gente y las actividades antes de la llegada de la minería. 
Pluton y Joyana, esta sala con el nombre de dos personajes más de la novela muestra el cambio que el concejo de Laviana sufrió con la aparición de la minería, se dejan de oír los sonidos de la naturaleza y comienzan a escucharse el ambiente de los trabajadores mineros, se oyen picos palas y derrumbes. 
El territorio, esta última sala es la combinación de los dos estilos de vida, la mezcla entre la ganadería y la agricultura con su carácter rural con el carácter urbano de la minería.  

## La aldea Perdida
La aldea perdida es la obra en torno a la que gira principalmente el museo. Esta novela esta ambientada en Laviana durante el S. XIX, tierra en aquel entonces de ganadería y agricultura, el argumento narra la historia de los jóvenes disfrutaban de la vida del campo y de los festejos y surgían amores como los de los protagonistas de la novela Nolo y Demetria. Esta tranquilidad termina con la llegada de la minería a las tierras de Laviana. Empieza a ser un entorno violento con la gente de otros pueblos. Con la industrialización las peleas dejan de ser con palos y piedras, los mineros traen consigo las navajas y las pistolas lo que lleva a que ocurran muchas desgracias. 
Es una obra de estilo realista cuyo tema es los inconvenientes de la industrialización. 